# 正泉寺 (大阪府太子町)
正泉寺（しょうせんじ）は、大阪府南河内郡太子町にある真宗大谷派の寺院。山号は回向山。

## 解説
鎌倉時代に真言宗の寺院として創建された。その後江戸時代に楠木氏末裔の正成が出家し、釋正泉と号したことで浄土真宗の寺院となる。
本尊は伝恵心僧都源信作阿弥陀如来。